# Robert College
Das Robert College (RC, türkisch Robert Kolej) ist eine 1863 gegründete US-amerikanische High School und Internat in Istanbul. 1971, mit dem Verbot privater Hochschulen in der Türkei, wurde es aus der heutigen Boğaziçi Üniversitesi ausgegliedert und verließ den bis dahin gemeinsamen Standort. Zu den Absolventen des Robert College zählen zahlreiche Personen der türkischen und bulgarischen Geschichte, darunter mehrere Premierminister.

## Geschichte
Das Robert College steht in der Tradition mehrerer amerikanischer missionarischer Bildungseinrichtungen, wie beispielsweise die Amerikanische Universität Beirut oder die Amerikanische Universität Kairo. Im Jahre 1860 brach der Prediger Cyrus Hamlin auf eine Mission ins Osmanische Reich auf. Sein Anliegen, osmanische Bildungseinrichtungen unter seiner Anleitung aufzubauen, lehnten die osmanischen Behörden auf Einwirkung der eingesessenen römisch-katholischen und orthodoxen Kirchen hin ab, da letzteren das missionarische Anliegen der amerikanischen Prediger missfiel. Als Hamlin sein missionarisches Anliegen zurückstellte, um dennoch Schulen gründen zu dürfen, entzog ihm das American Board of Commissioners for Foreign Missions, sein ursprünglicher Auftraggeber, seine Unterstützung. Hamlins Bemühungen, die Beziehungen seines Cousins, des amerikanischen Vizepräsidenten Hannibal Hamlin, zu nutzen, schlugen nach seiner Rückkehr in die USA im Mai 1861 fehl. Nach seinem erneuten Aufbruch nach Istanbul traf Cyrus Hamlin in Paris den Philanthropen Christopher Rhinelander Robert, der ihm aus Begeisterung für sein Anliegen 30.000 $ übertrug, denen im Laufe der Zeit weitere Spenden folgten. Ein Bekannter Hamlins aus dessen Zeit in Kairo, der osmanische Admiral Farragut, sicherte ihm die Genehmigung, das Robert College in Bebek errichten zu dürfen.
In der Gründungsphase des Robert College war es nützlich, dass die amerikanischen Gründer Unitarier waren, die die Dreifaltigkeit ablehnten und somit dem Islam näherstanden als andere christliche Gruppierungen. Es ergab sich eine enge Zusammenarbeit zwischen Amerikanern und den einheimischen Derwischen des Bektaschi-Ordens, deren Tekke direkt neben dem Campus in Bebek gelegen war.
In den ersten Jahrzehnten waren die meisten Schüler des Robert College Nichtmuslime, die damals die Mehrheit der Bevölkerung Istanbuls stellten, vor allem Griechen, Armenier und Bulgaren. 197, darunter prominente Persönlichkeiten des nach dem Russisch-Osmanischen Krieg (1877–1878) befreiten Bulgarien, hatten ihre Ausbildung am Robert College war erfahren.
Erst um 1900 begannen muslimische Türken, das Robert College zu besuchen. 1914 konnte das Robert College im Gegensatz zu britischen und französischen Einrichtungen in Konstantinopel seine Arbeit fortsetzen, da Amerika zunächst neutral war. Nach dem Ersten Weltkrieg konnten die amerikanischen Professoren ihre Arbeit weiter fortsetzen, da das College bis Ende der 1960er Jahre weiterhin eine US-Bildungseinrichtung nach dem Recht des Staates Massachusetts blieb.
1971 zog das Robert College vom alten Campus in Bebek nach Arnavutköy und fusionierte mit dem ebenfalls traditionsreichen „American College for Girls“ (ACG), deren bedeutendste Schülerin die Schriftstellerin und Feministin Halide Edip Adıvar war, eine politische Weggefährtin des Gründers der türkischen Republik, Kemal Atatürk. Danach war das Robert College zum einen keine Universität im eigentlichen Sinne mehr, sondern eher eine höhere Schule im Sinne einer amerikanischen High School oder eines deutschen Gymnasiums. Gleichzeitig wurde im neuen Robert College die Koedukation eingeführt. Der Universitätsbetrieb andererseits wurde auf dem alten Campus in Bebek in der neu gegründeten Bosporus-Universität fortgesetzt. Die staatliche Universität, die die akademische Tradition des Robert College fortsetzt, ist heute eine der führenden Bildungseinrichtungen der Türkei.
Gegen Ende des 19. Jahrhunderts waren auch deutsche Dozenten an den amerikanischen Colleges in Istanbul tätig. Friedrich Schrader, der später als Journalist und Schriftsteller bekannt wurde, lehrte dort von 1891 bis 1900, Paul Lange (gestorben 1920 in Istanbul), später als „Lange Bey“ Hofkapellmeister des letzten türkischen Sultans und Vater des bekannten US-amerikanischen Dirigenten und Orchesterleiters Hans Lange, unterrichtete am ACG europäische klassische Musik. In einem Artikel für die deutschsprachige literarische Zeitschrift Nord und Süd im Herbst 1919 setzte sich Schrader ausführlich mit dem Robert College auseinander, insbesondere mit seiner Rolle als „Kaderschmiede“ für junge Nationalstaaten wie Bulgarien.

## Zitate
„Die Geschichte und der Geist von Robert College kann auch für uns Deutsche belehrend sein hinsichtlich unserer Schulbestrebungen im Orient. Man vergesse nicht, dass der türkische Boden ein wesentlich demokratisches, freiheitsliebendes Land ist, das für den deutschen Militarismus und die deutsche Kriegsgeschichte weniger Verständnis hat als für den Kampf eines Volkes um die Grundrechte der Menschen. Daher fanden die Amerikaner, indem sie die grossen Gestalten George Washingtons und Abraham Lincolns ihren Schülern vorführten, einen fruchtbareren und dankbareren Boden, als wir gefunden haben mit aller unserer pädagogischen Weisheit und wissenschaftlichen Tiefe.“

## Prominente Persönlichkeiten des Robert College

### Dozenten
- Hagop Vahram Çerçiyan armenischer Freund Atatürks
- Cyrus Hamlin (Gründungsrektor des RC)
- George Washburn (Nachfolger von Hamlin)
- Tevfik Fikret
- John Freely (Prof. für Physik, bekannt für seine Bücher über die Geschichte Istanbuls und seine Reiseführer)
- Nicolas Rashevsky Biomathematiker, vor seiner Auswanderung in die USA
- Paul Lange (AGC)
- Friedrich Schrader (Robert College Bebek, 1891–95)
- Konstantin Stoilow bulgarischer Politiker

### Alumni
- Arman Manukyan (1931–2012), türkisch-armenischer Schriftsteller und Ökonom
- Orhan Pamuk (* 1952), türkischer Schriftsteller, Nobelpreisträger für Literatur (2006)
- Halil Berktay (* 1947), türkischer Historiker und Professor
- Zeki Alasya (1943–2015), türkischer Schauspieler
- Perihan Mağden (* 1960), türkische Schriftstellerin und Kolumnistin
- Bülent Ecevit (1925–2006), türkischer Politiker
- Halide Edip Adıvar (1884–1964), türkische Schriftstellerin, Feministin, Türkische Nationalistin (AGC)
- Todor Iwantschow (1858–1905), bulgarischer Politiker und Ministerpräsident
- Iwan Fitschew (1860–1931), bulgarischer General
- Cevat Şakir (1886–1973), türkischer Schriftsteller und Journalist
- Emre Gönensay (* 1937), türkischer Ökonom und Außenminister
- Celâl Şengör (* 1955), türkischer Geologe
- Hagop Kevorkian (1872–1962), amerikanisch-armenischer Archäologe, Ausgräber und Kunstsammler
- Berç Keresteciyan Türker (1870–1949), armenischer Bankier und Politiker
- Rupen Semerciyan (* 1906–?), armenischer Basketballtrainer
- Mığır Mığıryan (1882–1969), osmanisch-armenischer Olympiateilnehmer
- Vahram Papazyan (1892–1986), armenisch-amerikanischer Olympiateilnehmer für das Osmanische Reich
- E. Lionel Pavlo (1905/1906–1989), US-amerikanischer Bauingenieur und Brückenbauer
- Şavarş Krisyan (1886–1915), armenischer Sportfunktionär und Journalist
- Vartan İhmalyan (1913–1987), türkisch-armenischer Kinderbuchautor
- Mehmet Özdoğan (* 1943), türkischer Prähistoriker
- Itzhak Bars (* 1943), türkisch-US-amerikanischer Physiker
- Tuncer Edil (* 1945), türkisch-US-amerikanischer Bauingenieur
- Levon Larents (1875–1915), armenischer Dichter, Übersetzer, Journalist und Lehrer
- Dani Rodrik (* 1957), türkisch-US-amerikanischer Ökonom
- Warban Winarow (1856–1908), bulgarischer General